# Tomate de La Cañada-Níjar

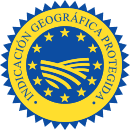
Logotipo de Indicación Geográfica Protegida

Tomate de La Cañada-Níjar es una indicación geográfica protegida para los tomates procedentes de la zona de producción de la provincia de Almería (España), que reúnen las características definidas en su reglamento y cumplen los requisitos exigidos por el mismo. La denominación de origen fue aprobada por Orden de 11 de octubre de 2007 de la Consejería de Agricultura y Pesca de la Junta de Andalucía y publicada en el BOJA n.º 208 de 22 de octubre de 2007.

## Delimitación geográfica

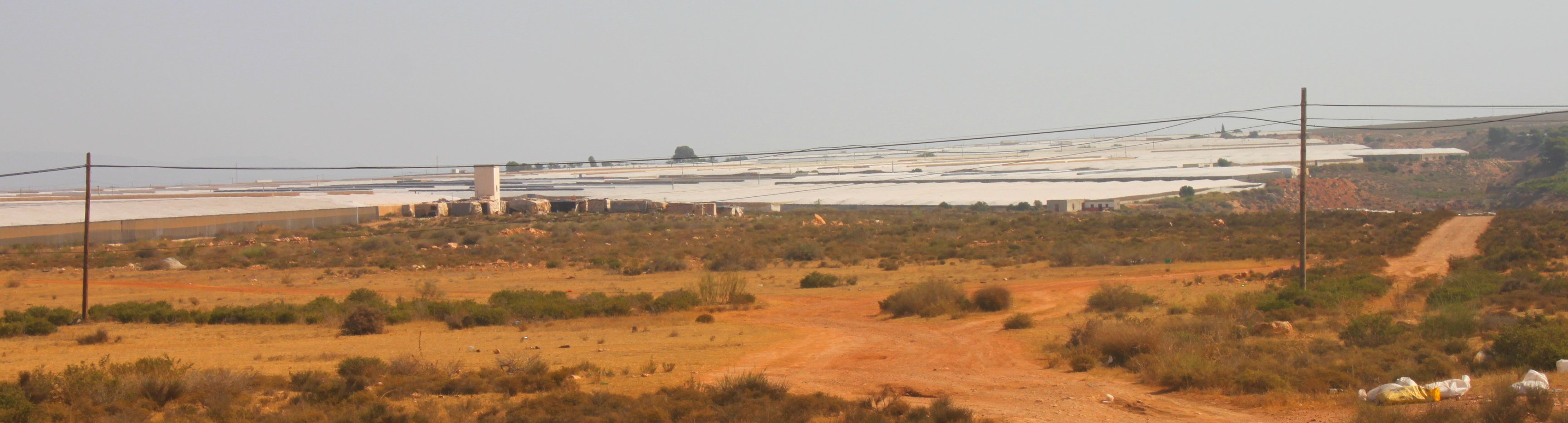
Invernaderos en el Campo de Níjar

La zona de producción está constituida por los terrenos ubicados en la comarca natural de Campo de Níjar y Bajo Andarax y por parte de Almería capital (La Cañada). La zona de producción acogida a la Denominación Específica comprende los términos municipales de Almería, Huércal de Almería, Pechina, Viator y Níjar, todos de la provincia de Almería.

### Vínculo natural
Los terrenos sobre los que se ubica son aluviales. Asimismo predominan los suelos con materiales arenosos y con dunas, con un 95 % de arena. Generalmente son suelos profundos, que se han desarrollado a partir de roca caliza. Tienen una fertilidad baja y están sometidos a fuertes procesos de erosión.
Las aguas de riego utilizadas son clorudadas sódicas, siendo los iones predominantes el sodio, sulfatos, calcio y cloruros. Esta concentración de iones en el agua da origen  a una gran concentración de azúcares y ácidos orgánicos en el fruto. 

## Variedades

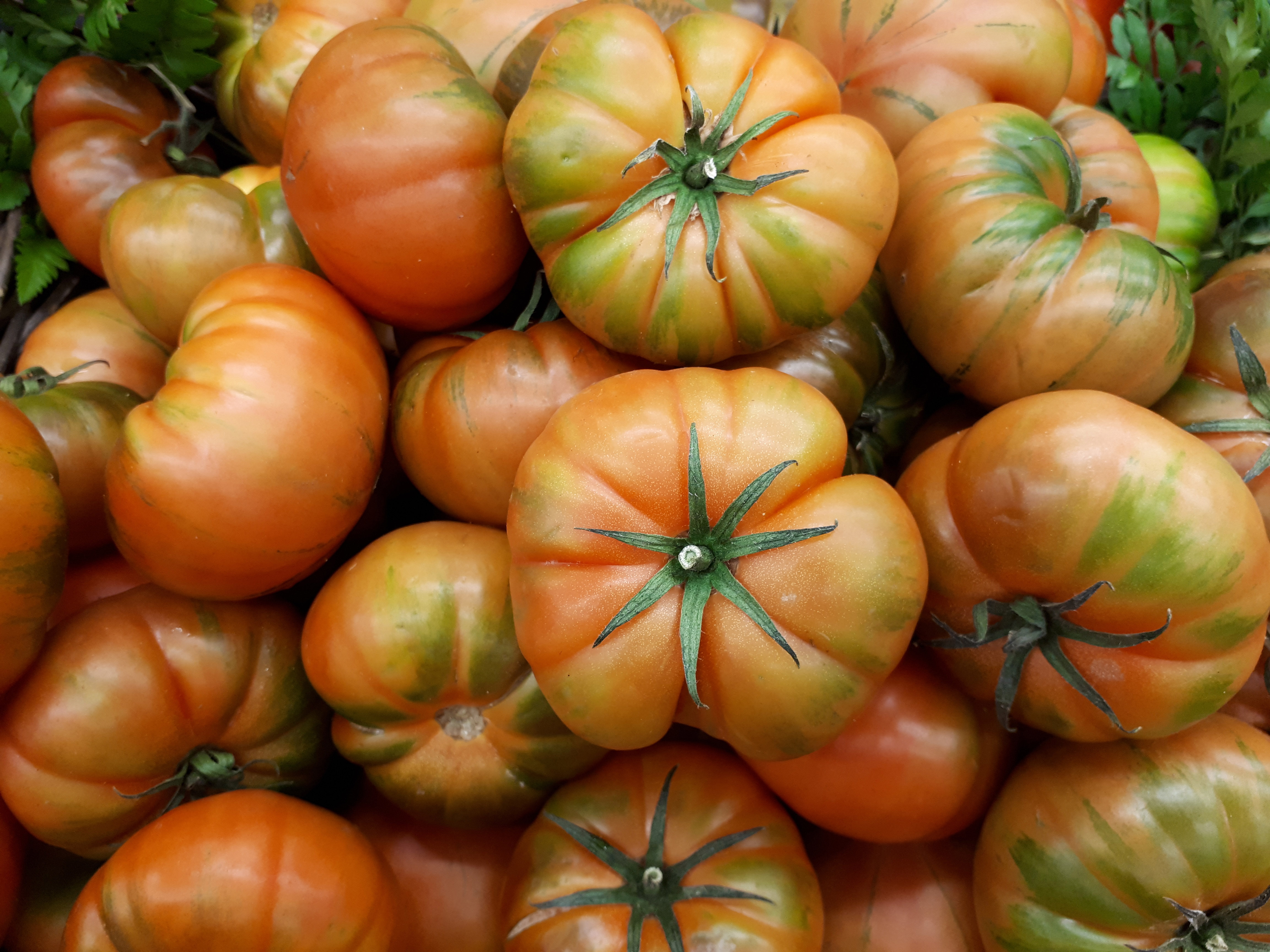
Tomates Raf

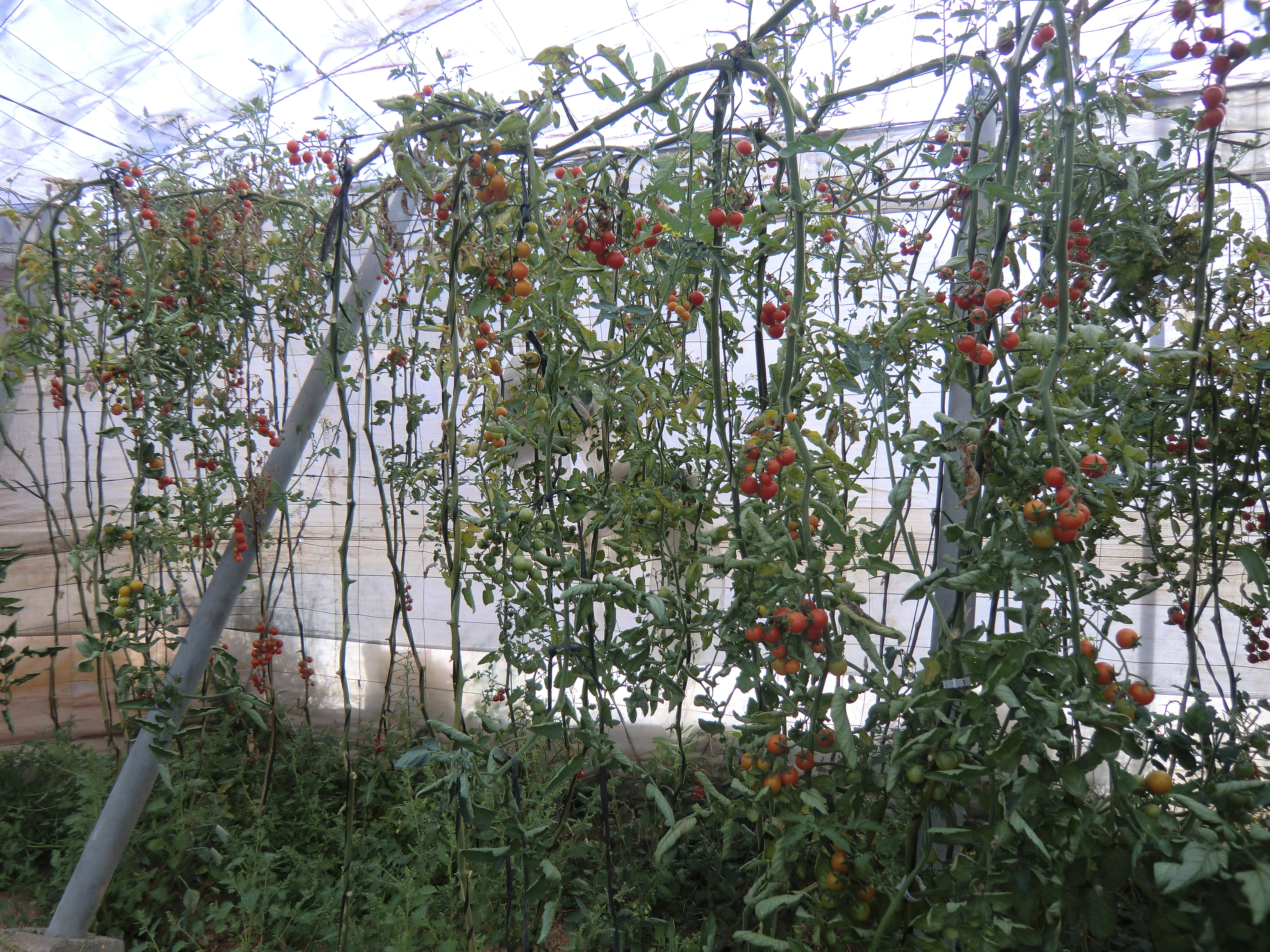
Plantas de tomate en el interior de un invernadero en Níjar

- Redondo Liso: Su fruto es de color fuerte y muy oscuro, con un cuello verde intenso y con un excelente color de viraje. La escala de grado de color que se debe utilizar para determinar el estado del fruto va desde 1 a 13 y el grado de color con el que se debe recolectar esta variedad debe ser de 7 a 10. Debe presentar una buena uniformidad a lo largo de todo el ciclo, manteniendo muy bien la calidad en las condiciones más difíciles del invierno. Sus frutos son de un excelente sabor, muy consistentes (valor medio de firmeza con penetrómetro de 2 kg/cm2) y de buena conservación, y su calibre abarca GG, G, M y MM (47 a 102 mm). Las características físico-químicas (azúcares y ácidos) de este tipo de tomate se encuentran recogidas en el gráfico,  oscilando los azúcares entre 1200 y 2100 mg/100 g con una media aproximadamente 1700 mg/100 g. Asimismo, en lo referente a los ácidos, sus contenidos se encuentran entre 350 y 450 mg/100 g con un valor medio de 400 mg/100 g.
- Tomate Cereza: Son frutos redondos y alargados, con un intenso color rojo y con un grado de color, dentro del cual se realiza la recolección y posterior comercialización, cuyo grado de color oscila de 10 a 11. Los diámetros con los que se comercializan oscilan de 20 a 35 mm y con un valor medio de firmeza con penetrómetro de 1 kg/cm2. Las características físico-químicas (azúcares y ácidos) de este tipo de tomate se encuentran recogidas en el gráfico, oscilando los azúcares entre 1700 y 3500 mg/100 g con una media de aproximadamente de 2200 mg/100 g. Así mismo en lo referente a los ácidos, sus contenidos se encuentran entre 400 y 600 mg/100 g con un valor medio de 550 mg/100 g.
- Asurcado: Sus frutos son asurcados, uniformes, de color oscuro, con  un cuello verde muy intenso y un sabor excelente
- Oblongo o Alargado: Son frutos muy uniformes, de forma ovoide, consistentes (con un valor medio de firmeza con penetrómetro de 1,5 kg/cm2 ) y de excelente sabor y se distinguen de los demás por su sabor menos ácido, presentándose en ramos múltiples en abanico. Poseen un color en viraje muy atractivo, de color rojo muy intenso teniendo que recolectarse dentro del rango de color de 8 a 9. Los calibres seleccionados para su comercialización son M y MM (47 a 67 mm).

## Obtención del producto
El cultivo se realiza bajo estructuras de protección, destacando las tradicionales de tipo plana (parrales) y multicapilla (raspa y amargado) representando el 70 % de la superficie bajo abrigo. Estos cultivos reducen las necesidades hídricas, así como la protección del viento, y de los daños por plagas, pájaros; los protegen de las bajas temperaturas; además de reducir el impacto de los climas desérticos, y un aprovechamiento más eficaz de la energía solar.